# Team RadioShack
Team RadioShack is een voormalige Amerikaanse wielerploeg die in 2010 zijn intrede deed in het internationale wielrennen en meteen werd toegelaten tot de UCI ProTour. Het team wordt gefinancierd door het gelijknamige Texaanse consumentenelectronicabedrijf.
Wielrenner Lance Armstrong is de oprichter van de ploeg. Enkele van zijn teamgenoten bij de Astana wielerploeg in 2009 zijn met hem overgegaan naar RadioShack, waaronder Janez Brajkovič, Chris Horner, Levi Leipheimer, Andreas Klöden en Jaroslav Popovytsj. Daarnaast maken onder andere ook Geoffroy Lequatre, Sérgio Paulinho en Gert Steegmans vanaf 2010 deel uit van de formatie.
In januari nam het team deel in de eerste ProTour koers, de Tour Down Under. De eerste overwinning van het team werd op 20 februari in de vierde rit van de Ronde van de Algarve geboekt door Sébastien Rosseler na een solo. In april werden de eerste grote overwinningen geboekt: Chris Horner won de Ronde van het Baskenland 2010 en Rosseler was de sterkste in de Brabantse Pijl. Het hoogtepunt van 2010 voor Team RadioShack was hoogwaarschijnlijk de eindoverwinning van Janez Brajkovič in het Critérium du Dauphiné en het winnen van het ploegenklassement.
Team RadioShack heeft ook een opleidingsploeg genaamd Trek-Livestrong.
Op 5 september 2011 werd een fusie bekendgemaakt met de Luxemburgse formatie Leopard. Vanaf 2012 wordt de ploeg opgenomen in het RadioShack-Nissan-Trek Professional Cycling Team onder het management van Leopard SA.. Deze nieuwe ploeg is dus de voortzetting van Team Leopard-Trek.

## Grote rondes
| Jaar | Ronde van Italië   | Ronde van Italië | Ronde van Frankrijk | Ronde van Frankrijk | Ronde van Spanje    | Ronde van Spanje |
| Jaar | hoogste klassering | etappewinst      | hoogste klassering  | etappewinst         | hoogste klassering  | etappewinst      |
| ---- | ------------------ | ---------------- | ------------------- | ------------------- | ------------------- | ---------------- |
| 2010 | geen deelname      | geen deelname    | 8e Chris Horner .   | 10e Sérgio Paulinho | geen deelname       | geen deelname    |
| 2011 | 20e Tiago Machado  |                  | 16e Haimar Zubeldia |                     | 22e Janez Brajkovič |                  |